# Бердская коса
Бердская коса — городской парк в городе Бердске Новосибирской области, особо охраняемая природная территория местного значения с 2006 года. Находится в 3 километрах северо-западнее города Бердска. Является естественной границей акваторий Обского моря и Бердского залива.

## Значение
На территории Бердской косы зарегистрировано 127 видов растений, 210 видов беспозвоночных, 55 видов птиц, 17 видов млекопитающих, 4 вида земноводных, 2 вида пресмыкающихся, из которых 9 видов животных и 3 вида растений занесены в Красную книгу Новосибирской области.
Бердская коса является традиционным местом пикников и пляжного отдыха в тёплое время года.

## Режим посещения
Территория открыта для свободного посещения. Въезд авто- и мототранспорта платный. Вход бесплатный.